# Jeva Vybornovová
Jeva Vybornovová (* 13. listopadu 1974) je bývalá ukrajinská sportovní šermířka, která se specializovala na šerm kordem. Ukrajinu reprezentovala v devadesátých letech a v prvním desetiletí jednadvacátého století. Na olympijských hrách startovala v roce 1996 v soutěži jednotlivkyň. V roce 1995 obsadila druhé místo na mistrovství Evropy v soutěži jednotlivkyň. S ukrajinským družstvem kordistek vybojovala v roce 1998 třetí místo na mistrovství světa a druhé místo na mistrovství Evropy.